# Anaulacodesmus angolus
Anaulacodesmus angolus är en mångfotingart som beskrevs av Chamberlin 1957. Anaulacodesmus angolus ingår i släktet Anaulacodesmus och familjen orangeridubbelfotingar. Inga underarter finns listade i Catalogue of Life.